# Karl Bolko von Richthofen
Karl Bolko Freiherr von Richtofen (Breslau, Imperi Alemany, 16 d'abril de 1903 -Baden-Baden, Baden-Wuttenberg, Alemanya 3 de desembre de 1971) 
Germà del famós pilot alemany Manfred von Richthofen. va néixer a Kleinburg, prop de Breslau, Baixa Silèsia (ara part de la ciutat de Wrocław, Polònia) al si d'una família aristocràtica de Prússia. Fill del Major Albrecht Phillip Karl Julius Freiherr von Richthofen i Kunigunde von Schickfuss und Neudorff. Tenia una germana gran, Ilse, i dos germans més grans, Manfred i Lothar von Richthofen
La família es traslladà a Schweidnitz (ara Świdnica, Polònia). Amb els seus germans, Manfred i Lothar, caçaven porcs senglars, ants, ocells i cérvols a la finca familiar.